# Cabomba
El género Cabomba Aubl., 1775 comprende 5 especies de plantas acuáticas y pertenece a la familia Cabombaceae. El nombre proviene de una palabra vernácula de la Guayana que designa este tipo de plantas.

## Descripción
Con las caracteres generales de la familia Cabombaceae.
- Hierbas acuáticas perennes, delgadas, ramificadas. Partes sumergidas con vaina gelatinosa escasa.
- Hojas decusadas o ternadas, sumergidas, en período de floración además con escasas hojas flotantes peltadas alternas.
- Flores pequeñas, blancas a amarillas, violetas o púrpuras. Sépalos y pétalos (2-)3. Pétalos con uña y limbo diferenciados, éste biauriculado en la base, con un nectario amarillo en cada aurícula. Estambres 3 o 6, rara vez 4 o 5. Carpelos (1-)2-7, libres o a veces ligeramente soldados en la base.
- Fruto compuesto (infrutescencia); cada fruto dehiscente en folículo, con 2-3 semillas elipsoides a globosas, tuberculadas.
- Número cromosómico: x =13; 2n = 24, 26, 52, aprox. 78, aprox. 96, aprox. 104.

## Ecología
Viven sumergidas o flotando en lagos, lagunas o ríos de corriente lenta. Polinización entomógama.

## Usos
Las especies de Cabomba se usan en acuariología como oxigenantes. Debido a la suelta indiscriminada de ejemplares de acuario, algunas especies se han introducido fuera de su área original, con los consiguientes problemas ecológicos.

## Distribución
El género se distribuye por las zonas templadas y tropicales de ambas Américas. Introducido en áreas tropicales.

## Ambiente
- Temperatura: 18-25 °C, con un óptimo a 20 °C para la especie C. aquatica; de 12-22 °C, con el óptimo a 18 °C, en la especie C. caroliniana.
- pH: ligeramente ácido.
- Dureza del agua: blanda.
- Iluminación: entre normal y fuerte, pero evitando las exposiciones directas al sol.
- Sustrato: suelo bastante rico de humus con un tercio de mantillo, arena y tierra de jardín.

## Sinonimias
- Nectris Schreb., 1789.
- Villarsia Neck., 1790.
- Caromba Steud., 1840 (error).

## Taxones específicos incluidos
Las cinco especies reconocidas (con sus sinónimos) se pueden identificar mediante el uso de la siguiente clave:
- Hojas flotantes con limbo anchamente elíptico, las sumergidas con ramificación en 3 dimensiones; flores de un amarillo brillante.

Cabomba aquatica Aubl., 1775 (= C. aubletii Michx., 1803; Nectris peltata Pursh, 1814; C. schwartzii Rataj, 1977)
Distribución: México y Suramérica:Brasil, Colombia, Guayana francesa, Guyana, Surinam, Venezuela.
- Hojas flotantes con limbo estrechamente elíptico, angularmente oval o sagitado, las sumergidas con ramificación en un plano; flores de otro color.

- Carpelo 1(-2), flores blancas, semillas con tubérculos largos, finos y curvos.

Cabomba palaeformis Fassett, 1953
Distribución: Belice, Costa Rica, Guatemala, México, Nicaragua.
- Carpelos (1-)2-4, flores blancas, violetas, púrpuras o amarillas pálidas, semillas con tubérculos cortos, gruesos y rectos.

- Hojas sumergidas ternadas, flores normalmente violetas, estambres (4-)6.

Cabomba furcata Schult. & Schult.f. in Roem. & Schult., 1830 (= C. piauhyensis Gardner in Hook., 1844; C. warmingii Casp. in Mart., 1878; C. pubescens Ule, 1914)
Distribución: Australia (introducida), Bolivia, Brasil, Colombia, Costa Rica, Cuba, Ecuador, Guyana, Honduras, Panamá, Perú, Puerto Rico, Trinidad, Venezuela.
- Hojas sumergidas opuestas (rara vez ternadas), flores blancas, púrpuras o amarillas pálidas, estambres 3 o 6

- Estambres 3(-5). Carpelos (1-)2(-3). Hojas flotantes con limbo de menos de 1 mm de ancho. Flores blancas o púrpuras.

Cabomba haynesii Wiersema, 1989 (= C. piauhyensis Gardner f. albida Fassett, 1953)
Distribución: Bolivia, Colombia, Costa Rica, Cuba, Ecuador, El Salvador, Guyana, Honduras, Jamaica, Nicaragua, Panamá, Perú, Puerto Rico, República Dominicana, Venezuela.
- Estambres 6. Carpelos (2-)3(-4). Hojas flotantes con limbo de más de 1 mm de ancho. Flores blancas, púrpuras o amarillas pálidas.

Cabomba caroliniana A. Gray, 1837 (= Nectris pinnata Pursh, 1814; C. australis Speg., 1880; C. caroliniana A. Gray var. pulcherrima R.M. Harper, 1903; C. caroliniana A. Gray var. paucipartita Ramsh. & Florsch., 1956; C. caroliniana A. Gray var. flavida Ørgaard, 1991)
Distribución: Argentina, Australia (introducida), Bolivia, Brasil, Estados Unidos, India (intr.), Japón (intr.), Malasia (intr.), Nueva Guinea (intr.), Paraguay.